# Chichicapa (Ajalpan)
Chichicapa es una localidad en el Municipio de Ajalpan, situado en el Estado de Puebla, México. Con una altitud de 2,486 metros sobre el nivel del mar, esta comunidad cuenta con 1,304 habitantes. En el contexto del municipio, Chichicapa ocupa el noveno lugar en términos de población. Ajalpan, el municipio al que pertenece Chichicapa, se encuentra en la parte sur de Puebla, en la región conocida como la Sierra Negra. 
Esta área es famosa por su impresionante paisaje natural que incluye montañas, bosques y ríos. La población de Chichicapa es principalmente indígena, con comunidades nahuas  entre las más destacadas, lo que enriquece su historia y cultura.

## Toponimia
"Chichicapa" es un término que proviene del idioma mexicano (náhuatl). "Chichic" significa "amargo" y "apan" significa "río". Por lo tanto, "Chichicapa" se traduce aproximadamente como "río amargo". 

## Geografía
En Chichicapa, el clima durante la temporada de lluvias tiende a ser nublado, mientras que durante la temporada seca suele estar parcialmente nublado. La temperatura se mantiene fresca durante todo el año. A lo largo de las estaciones, las temperaturas oscilan entre los 2 °C y los 21 °C, rara vez descendiendo por debajo de -2 °C o superando los 25 °C.
En términos de turismo, la mejor época para visitar Chichicapa y disfrutar de actividades bajo el sol es desde principios de abril hasta finales de mayo, según la puntuación turística.

## Organización territorial
Chichicapa es una junta auxiliar del municipio de Ajalpan, que se encuentra en el estado de Puebla, México. Esta área se caracteriza por su estructura interna, que se divide en tres barrios principales: Atempa, Yoyotla y Chichicapa.
Cada uno de estos barrios tiene su propia identidad y características distintivas. Sin embargo, Chichicapa, el barrio que da nombre a la junta auxiliar, suele ser considerado como el principal y más prominente de los tres. Es el centro neurálgico de la comunidad, donde se concentran las actividades comerciales, administrativas y sociales más importantes.
Además de su función central dentro de la junta auxiliar, Chichicapa también puede ser reconocido por sus rasgos culturales y arquitectónicos únicos, así como por su rica historia. Este barrio en particular puede albergar monumentos históricos, iglesias antiguas u otros sitios de interés que lo convierten en un punto focal para residentes y visitantes por igual.

## Religión
En el pueblo de Chichicapa, la mayoría de la población practica la religión católica, con un 82% de creyentes. Le siguen en menor proporción los cristianos evangélicos, que representan un 10% de la población. Además, hay un segmento significativo de la población, aproximadamente el 8%, que no tiene afiliación religiosa alguna.
Es notable que en los pueblos vecinos, hay miembros de la comunidad de los Testigos de Jehová que visitan Chichicapa para difundir su fe religiosa entre los habitantes locales.

## Historia
La historia del pueblo de Chichicapa, ubicado en el Municipio de Ajalpan, Estado de Puebla, se remonta al año 1968 cuando se independiza de la población de Alcomunga, situada al norte y distante aproximadamente una hora de camino. En este año, surge el primer Inspector Auxiliar  de la comunidad, marcando el inicio de su autonomía.
A lo largo de su historia, Chichicapa ha demostrado un fuerte compromiso con la educación. En 1968 se estableció la Escuela Rural Mexicana, seguida en 1974 por el sistema formal de educación. Posteriormente, en 1979, desaparecen ambos y se crea la Educación Primaria Bilingüe bajo la dirección de los profesores Julio y Vicente Aldana Hernández. En 1980 se funda el Centro de Educación Preescolar Indígena, dirigido por el profesor Daniel Aguilar Bautista, ampliando así las oportunidades educativas para los habitantes de la comunidad.
En el año 2004, el pueblo de Chichicapa alcanza un hito importante en su historia al ser elevado a la categoría de pueblo mediante un decreto emitido por el Gobernador Constitucional del Estado de Puebla, Melquiades Morales Flores. Esta elevación fue el resultado de la solicitud respaldada por las comunidades de Chichicapa, Loma Bonita y Playa Vicente, que compartían un desarrollo conjunto en aspectos agrícolas, económicos y sociales.
Este reconocimiento fortaleció el desarrollo de programas y proyectos municipales, consolidando a Chichicapa como un importante centro de población que contribuye al progreso del Municipio de Ajalpan. La historia de Chichicapa es un testimonio del esfuerzo y la colaboración de sus habitantes para alcanzar un estatus que fortalezca su identidad y capacidad de autogobierno.